# Euryspongia
Euryspongia é um gênero de esponja marinha da família Dysideidae.

## Espécies
- Euryspongia arenaria Bergquist, 1961
- Euryspongia delicatula Berquist, 1995
- Euryspongia heroni Pulitzer-Finali, 1982
- Euryspongia lactea Row, 1911
- Euryspongia lankesteri Lehnert & van Soest, 1999
- Euryspongia lobata Bergquist, 1965
- Euryspongia phlogera de Laubenfels, 1954
- Euryspongia raouchensis Vacelet, Bitar, Carteron, Zibrowius & Perez, 2007
- Euryspongia repens (Thiele, 1905)
- Euryspongia rosea de Laubenfels, 1936
- Euryspongia semicanalis (Ridley, 1884)